# Ponte nelle Alpi
Ponte nelle Alpi là một đô thị ở tỉnh Belluno trong vùng Veneto, có vị trí cách khoảng 80 km về phía bắc của Venice và khoảng 8 km về phía đông bắc của Belluno. Tại thời điểm ngày 31 tháng 12 năm 2004, đô thị này có dân số 8.157 và diện tích 58 km².
Ponte nelle Alpi giáp các đô thị: Belluno, Farra d'Alpago, Longarone, Pieve d'Alpago, Puos d'Alpago, Soverzene.